# لوران روبوشی
لوران روبوشی (فرانسوی: Laurent Robuschi‎؛ زادهٔ ۵ اکتبر ۱۹۳۵) بازیکن سابق فوتبال اهل فرانسه است.
از باشگاه‌هایی که در آن بازی کرده‌است می‌توان به باشگاه فوتبال موناکو، باشگاه فوتبال کن، باشگاه فوتبال بوردو، و باشگاه فوتبال المپیک مارسی اشاره کرد.
وی همچنین در تیم ملی فوتبال فرانسه بازی کرده‌است.